# 최문경 (정치인)
최문경(崔文卿, 1909년 ~ 1982년 8월 31일)은 대한민국의 공무원이다. 본관은 삭녕이며, 경상남도 사천군 출생이다.
와세다 대학교 법학과를 졸업하였다. 일본 행정 시험에 합격하여 1940년 용인군·여주군수를,  1943년엔 경기도 산업과장, 광공(鑛工)과장, 1945년 원호과장 등을 지냈다. 
해방 후 국민대학교 교수에 임용되어 1959년 학장이 되었다. 1948년 주중 대사관 1등 서기관, 1960년 경기도지사 등을 거쳐 1962년부터 1963년까지 외무부 차관을 맡았다.